# Свети Николай (Калони)
„Свети Николай“ (на гръцки: Αγίου Νικολάου) е възрожденска православна църква в гревенското село Калони (Лунци), Егейска Македония, Гърция.
Църквата е построена в 1864 година и е главен енорийски храм на селото. Притежава ценни красиви стенописи и икони от Възраждането.